# 208 لكريمسا
لكريمسا 208 208 Lacrimosa كويكب صغير يتخذ مداراً حول الشمس, لكريمسا 208 كويكب من عائلة كورونيس وقد تم اكتشافه في 21,أكتوبر عام 1879 من قبل الفلكي النمساوي يوهان بليسا في مدينة بولا الكرواتية 
يقع مدار لكريمسا 208 مع كويكبات كورونيس التي تقع في المنطقة الخارجية لحزام الكويكبات الرئيسي بين المريخ والمشتري. مدار لكريمسا 208 يقع على مسافة متوسطة 2.89320 وحدة فلكية من الشمس، وتطوف عائلة كورونيس في تكتل على نفس المدار.يعتقد أنها من بقايا تحطم جسم ضخم، وأنها قد تشكلت قبل ملياري سنة على الأقل في حادث اصطدام كارثي بين جسمين، تم تسميتها نسبة للكويكب كورونيس 158, الذي اكتشف في 1876 من قبل الفلكي الألماني الاصل الروسي الجنسية فيكتور كارلوفتش نوور. و تنتمي 'عائلة كورونيس لعائلة هيراياما من الكواكب الصغيرة
تم تقدير قطر لكريمسا 208 بحوالي 42 كم
 لكريمسا 208 كويكب من النوع أس أو (S-type)
و هي كويكبات ذات تركيبة صخرية تتكون بشكل أساسي من الحديد وسيليكات الماغنيسيوم

## المنشأ
تشكل لكريمسا 208 كباقي كويكبات كورونيس التي يعتقد انها تشكلت من بقايا حطام حادث اصطدام كارثي بين جسمين فلكين أو تحطم جسم جرم فلكي متاجنس، وبالتالي تشترك في نفس العمر وتاريخ التشكل . اشارت عمليات الرصد إلى ان السطوع المرصود لكويكبات كورونيس مختلف من كويكب إلى اخر وهذا يعود إلى تفاوت احجامها ونتيجة لدورانها، ولزمن الرصد.

## اقرأ أيضا
- حزام الكويكبات
- عائلة كورونيس
- كويكب من النوع أس
- كورونيس 158
- اوردا 167
- 263 درسدا
- 277 الفيرا
- كويكب فلورنس
- أمور (كويكب)

## وصلات خارجية
- The Asteroid Orbital Elements Database
- Minor Planet Discovery Circumstances
- Asteroid Lightcurve Data File
- It is visible at http://www.sky-map.org/ with RA/DEC = 01:12:54 +07:41:56.
- 208 لكريمسا في قاعدة بيانات مختبر الدفع النفاث لأجرام النظام الشمسي الصغيرة

- الاكتشاف · مخطط المدار ·  العناصر المدارية · المعلمات المادية